# Hermann Lautensach
Hermann Friedrich Christian Lautensach (Gotha (Thüringen), 20 de Setembro de 1886 — Wildbad, 20 de Maio de 1971) foi um geógrafo, especialista em geografia física, que publicou importantes obras sobre a geografia da Península Ibérica, em especial de Portugal. Foi um dos pioneiros dos modernos estudos de geopolítica.

## Biografia
Nasceu em Gotha, Turíngia. Entre os seus antepassados conta-se o pintor e organista Paulus Lautensack (1478–1554), activo em Nürnberg.
Lautensach estudou Física, Matemática e Química em Göttingen e Berlin. Formou-se em 1910 sob a orientação de Albrecht Penck, preparando-se para ingressar na carreira académica, iniciando a sua carreira como assistente (Studienrat).
Em 1927 pediu uma licença sem vencimento para obter a habilitação para o ensino universitário, o que conseguiu em 1928 sob a orientação de Fritz Klute tendo coo tema da dissertação um estudo geomorfológico das costas de Portugal.
Em conjunto com Karl Haushofer, Fritz Terner e Erich Obst foi co-editor do periódico Zeitschrift für Geopolitik (Revista de Geopolítica), uma publicação pioneira no campo do estudo da geopolítica.
Em 1932 foi nomeado professor extraordinário da Universidade de Gießen (Universität Gießen). No ano de 1933 empreendeu uma longa viagem de comboio pela Rússia e Sibéria até à Coreia, durante a qual em 8 meses percorreu cerca de 15 000 km, explorando intensamente as regiões visitadas.
Em 1934 foi nomeado professor extraordinário na Universidade Técnica de Braunschweig (TH Braunschweig), transferindo-se em 1935 para a Universidade de Greifswald (Universität Greifswald) para assumir as funções de director do Instituto Geográfico daquela instituição.
Terminada a Segunda Guerra Mundial, em 1947 obteve emprego como docente da Universidade Técnica de Stuttgart (TH Stuttgart).
Sendo um dos mais eminentes geógrafos alemães, recebeu múltiplas jhonras e sinais de reconhecimento, entre as quais o grau de doutor honoris causa da Universidade de Coimbra. e membro da Academia Leopoldina (1939), bem como da Academia das Ciências da Áustria (Österreichischen Akademie der Wissenschaften) (1958). Foi sócio honorário de múltiplas instituições de estudos geográficos.
Desenvolveu um sistema de sequência das formas geográficas que ficou conhecido por sequência das formas de Lautensach (em alemão; Lautensach'sche Formenwandel).

## Obras publicadas
Entre outras, é autor das seguintes obras:
- Die Übertiefung des Tessingebietes (Plencks Geographische Abhandlungen, Neue Folge, Heft 1), 1912
- Allgemeine Geographie. Zur Einführung in die Länderkunde. Ein Handbuch zum Stieler, 1926, 1944
- Sydow-Wagners Methodischer Schulatlas, als Hrsg. ab der 19. Auflage 1930
- Portugal, 1932/1937
  - Teil I: Das Land als Ganzes
  - Teil II: Die portugiesischen Landschaften
- Spanien und Portugal, (Handbuch der Geographischen Wissenschaften, Band Südost- und Südeuropa), 1934
- Korea. Eine Landeskunde auf Grund eigener Reisen und der Literatur, 1945
- Korea. Land, Volk, Schicksal, 1950
- Der geographische Formenwandel, Studien zur Landschaftssystematik, 1952
- Das Mormonenland als Beispiel eines sozialgeographischen Raumes, 1953
- Über die Begriffe Typus und Individuum in der geographischen Forschung, 1953
- Atlas zur Erdkunde, 1955
- Kartographische Studien. Haak-Festschrift mit Hans-Richard Fischer, 1957
- Bremer Atlas, 1959
- Wesen und Methoden der geographischen Wissenschaft, 1967